# Klemens Biniakowski
Klemens Biniakowski (ur. 15 listopada 1902 w Nakle nad Notecią, zm. 6 marca 1985 tamże) – polski lekkoatleta, dwukrotny olimpijczyk.

## Życiorys
Urodził się 15 listopada 1902 w Nakle nad Notecią jako syn Kajetana i Stanisławy Tabatowskiej.
Specjalizował się w biegach krótkich, zwłaszcza w biegu na 400 m. Wystąpił na Igrzyskach Olimpijskich w Amsterdamie w 1928 w biegu na 400 m i w sztafecie 4 x 400 m, ale odpadł w przedbiegach. Wystartował również na Igrzyskach Olimpijskich w Berlinie w 1936 w sztafecie 4 x 400 m, ale także bez powodzenia. W Berlinie był chorążym polskiej reprezentacji olimpijskiej.
Czternaście razy ustanawiał rekordy Polski. Jako pierwszy Polak przebiegł 400 m poniżej 50 sekund (12 września 1931). Wystąpił w 21 meczach reprezentacji Polski (12 zwycięstw indywidualnych).
Zdobył 22 tytuły mistrza Polski:
- bieg na 200 metrów – 1930, 1932, 1933, 1934, 1935
- bieg na 400 metrów – 1928, 1930, 1931, 1932, 1933, 1934, 1935
- sztafeta 4 x 100 m – 1931, 1935
- sztafeta 4 x 400 m – 1931, 1932, 1933, 1934 (2 razy[1]), 1935
- sztafeta szwedzka – 1934
- sztafeta olimpijska – 1934

Czterokrotnie był wicemistrzem Polski:
- bieg na 200 m – 1931
- sztafeta 4 x 100 m – 1933, 1934
- sztafeta 4 x 400 m – 1930

Zdobył brązowe medale w sztafecie 4 x 100 m w 1932 i 1934.
Rekordy życiowe Biniakowskiego:
- bieg na 100 m – 10,6 s
- bieg na 200 m – 22,1 s
- bieg na 400 m – 48,8 s

Był zawodnikiem Sokoła Nakło (1920–1925), Polonii Bydgoszcz (1926–1928) i Warty Poznań (1929–1937).
Walczył w kampanii wrześniowej. Potem usiłował uciec do Szwecji, schwytany przez Niemców został osadzony w obozie koncentracyjnym Sachsenhausen, a od 1942 Neuengamme. Po wyzwoleniu był działaczem sportowym i trenerem lekkoatletycznym. Jego wychowankami byli m.in. Roman Korban i Marian Dudziak